# انگلستان در جنگ شوروی و افغانستان

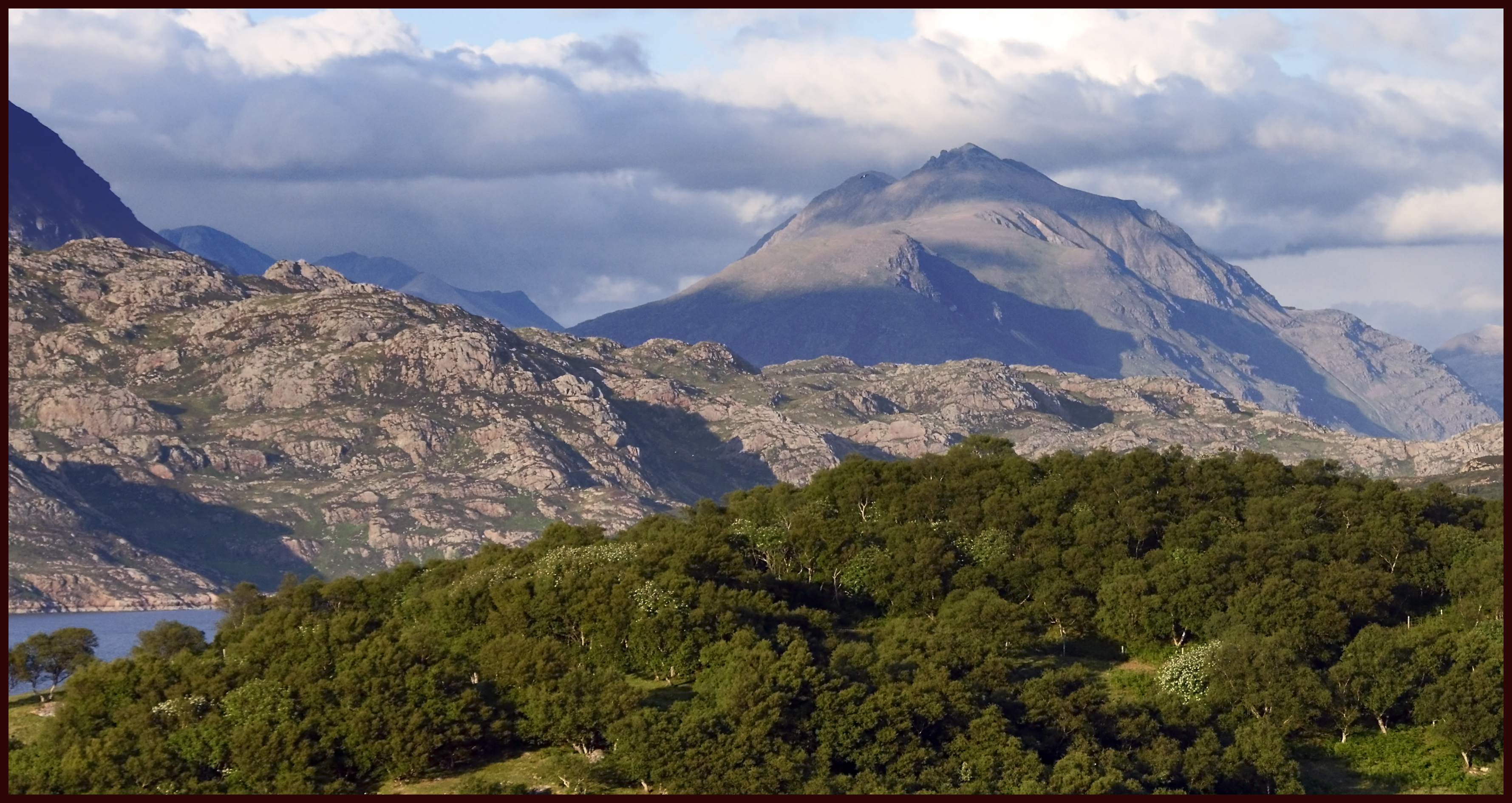
شبه‌جزیره Applecross (اَپِل‌کراس) در اسکاتلند، جایی که مجاهدین افغان توسط نیروهای ویژه بریتانیا (SAS) آموزش دیدند.

بریتانیا گرچه رسماً در جنگ شوروی–افغانستان درگیر نبود، اما نقش پنهانی و مهمی در این درگیری ایفا کرد. این جنگ که به «بازی بزرگ دوم» نیز معروف است، شاهد حمایت مستقیم و غیرمستقیم بریتانیا از مجاهدین افغانستانی در مبارزه با اتحاد جماهیر شوروی بود. این حمایت شامل تسلیح، تأمین مالی و تجهیز مخفیانه گروه‌های مختلف مجاهدین می‌شد. سرویس اطلاعات مخفی بریتانیا (MI6) عمدتاً از گروه جمعیت اسلامی به رهبری برهان‌الدین ربانی و فرماندهی نظامی احمدشاه مسعود حمایت می‌کرد، زیرا وی برخلاف دیگر فرماندهان مجاهدین، از حمایت کافی آمریکا و پاکستان برخوردار نبود و در نتیجه، به متحد کلیدی بریتانیا در جنگ تبدیل شد.
مسعود و نیروهایش در دره پنجشیر، با تکیه بر حمایت و اطلاعات بریتانیا، در برابر ۹ حمله گسترده شوروی مقاومت کردند و تا زمان عقب‌نشینی نیروهای شوروی از این دره استراتژیک در سال ۱۹۸۶ (۱۳۶۵)، مواضع خود را حفظ نمودند. احمدشاه مسعود به موفق‌ترین و هراس‌انگیزترین فرمانده در میان تمامی مجاهدین تبدیل شد. 
بریتانیا همچنین نقش حیاتی در حمایت از عملیات سایکلون (Operation Cyclone) ایفا کرد، عملیاتی که از سوی دولت آمریکا اجرا شد و کمک‌های مالی و تسلیحاتی بسیار بیشتری را نسبت به بریتانیا ارائه می‌داد. برخلاف ایالات متحده که مجبور بود برنامه‌های خود را از طریق پاکستان پیش ببرد، بریتانیا نقش مستقیم‌تری در نبردهای داخل افغانستان داشت. به‌ویژه از طریق نیروهای ویژه بازنشسته یا مأمور‌شده، مانند یگان هوابرد ویژه (SAS) و شرکت‌های نظامی خصوصی، که به‌طور عملی از گروه‌های مقاومت حمایت می‌کردند.
یکی از مهم‌ترین کمک‌های بریتانیا، آموزش مجاهدین بود؛ آموزشی که نه‌تنها در افغانستان و پاکستان، بلکه در کشورهای حاشیه خلیج فارس و حتی در خاک بریتانیا انجام می‌شد.
نقش بریتانیا در این جنگ شامل دخالت مستقیم نظامی نه‌تنها در افغانستان، بلکه در جمهوری‌های آسیای مرکزی اتحاد جماهیر شوروی نیز بود. تا پایان جنگ، حمایت بریتانیا از مقاومت افغانستان به گسترده‌ترین عملیات مخفی (hitehall) از زمان جنگ جهانی دوم تبدیل شد. 

## پس زمینه
بریتانیا در قرن نوزدهم و بیستم در افغانستان جنگیده بود. نگرانی‌های بریتانیا از تهدید روسیه تزاری علیه هند بریتانیا—که به بازی بزرگ معروف است—افغانستان را به صحنه درگیری کشاند. بریتانیا قصد داشت کنترل امارت افغانستان را به دست بگیرد و در نتیجه، سه جنگ بزرگ در آنجا رخ داد. جنگ نخست در سال ۱۸۴۲ (۱۲۲۱) که با یک عقب‌نشینی تحقیرآمیز به پایان رسید. جنگ دوم در سال ۱۸۷۹ (۱۲۵۸) که با به قدرت رسیدن عبدالرحمان خان، متحد بریتانیا، و تعیین خط دیورند در سال ۱۸۹۳ خاتمه یافت. جنگ سوم در سال ۱۹۱۹ (حوت ۱۲۹۸) زمانی رخ داد که افغانستان تلاش کرد به هند حمله کند. هرچند حمله دفع شد، اما افغانستان استقلال خود را به دست آورد، در عین حال مأموریت دیپلماتیکی جدید برقرار شد تا این کشور به عنوان یک دولت حائل میان امپراتوری بریتانیا در هند و امپراتوری جدید شوروی عمل کند. در عمل، بریتانیا سیاست خارجی افغانستان را کنترل می‌کرد و برای حفظ ثبات به دولت این کشور کمک مالی می‌داد. این وضعیت تا دهه ۱۹۴۰ (۱۳۲۰) و استقلال پاکستان و هند در سال ۱۹۴۷ (۱۳۲۶) ادامه یافت. 
پس از دهه ۱۹۴۰، بریتانیا نقش بسیار کمی در سیاست افغانستان ایفا کرد و این امر راه را برای مداخله اتحاد جماهیر شوروی باز کرد. در دهه ۱۹۶۰ (۱۳۴۰)، حزب دموکراتیک خلق افغانستان (PDPA)، یک حزب سیاسی مارکسیستی-لنینیستی، تأسیس شد و از حمایت شوروی برخوردار گردید. این حزب، به رهبری محمد داوود خان، در کودتای ۱۹۷۳ (سرطان ۱۲۵۲) افغانستان با سرنگونی سلطنت ظاهر شاه قدرت را در دست گرفت. با این حال، داوود خان شش سال بعد در انقلاب ثور سرنگون شد—رویدادی که مسکو را غافلگیر کرد، زیرا ترجیح می‌داد داوود خانِ طرفدار شوروی همچنان در قدرت بماند. 
نارضایتی در میان مردم افغانستان افزایش یافت و پس از پایان انقلاب، در ماه‌های ارس، جون و اگست شورش‌های ضدحکومتی رخ داد. شوروی‌ها مشتاق بودند که برای تثبیت اوضاع وارد عمل شوند و دکترین برژنف را به‌عنوان مبنای مداخله خود مطرح کردند. برژنف و دیگر رهبران شوروی معتقد بودند که این قیام‌ها در افغانستان بخشی از یک توطئه غربی در چارچوب جنگ سرد است و مسکو این شورش‌ها را به‌عنوان مرحله نخست طرح ادعایی غرب برای تحریک قیام‌ها یا جهاد در آسیای مرکزی شوروی، که اکثریت جمعیت آن مسلمان بودند، تلقی می‌کرد. در روز کریسمس سال ۱۹۷۹ (۶ جدی ۱۳۵۸)، اتحاد جماهیر شوروی اشغال نظامی افغانستان را آغاز کرد. 
در ماه مه ۱۹۷۹ (جوزا ۱۳۵۸)، مارگارت تاچر به‌عنوان نخست‌وزیر بریتانیا انتخاب شد و به داشتن مواضع سرسختانه ضد شوروی شهرت داشت. لقب بانوی آهنین نخستین‌بار در مقاله‌ای در روزنامه نظامی شوروی ستاره سرخ به او نسبت داده شد. مقامات بریتانیایی نگران بودند که مسکو پس از آن فرصت‌هایی را برای بی‌ثبات کردن دولت‌های شکننده جنوب آسیا به‌منظور گسترش نفوذ خود در این کشورها مورد بهره‌برداری قرار دهد. نگرانی بریتانیا نه در مورد پاکستان همسایه، بلکه درباره انقلاب جاری در ایران و احتمال تصاحب آن توسط حزب توده، حزب کمونیست ایران، بود. تاچر سیاست تنش‌زدایی را فریبی می‌دانست که به بلوک شرق اجازه می‌داد جنگ سرد را به شیوه‌ای دیگر ادامه دهد و در خاطرات خود اظهار داشت که مداخله شوروی در افغانستان برای او تعجب‌آور نبود.

## دخالت بریتانیا

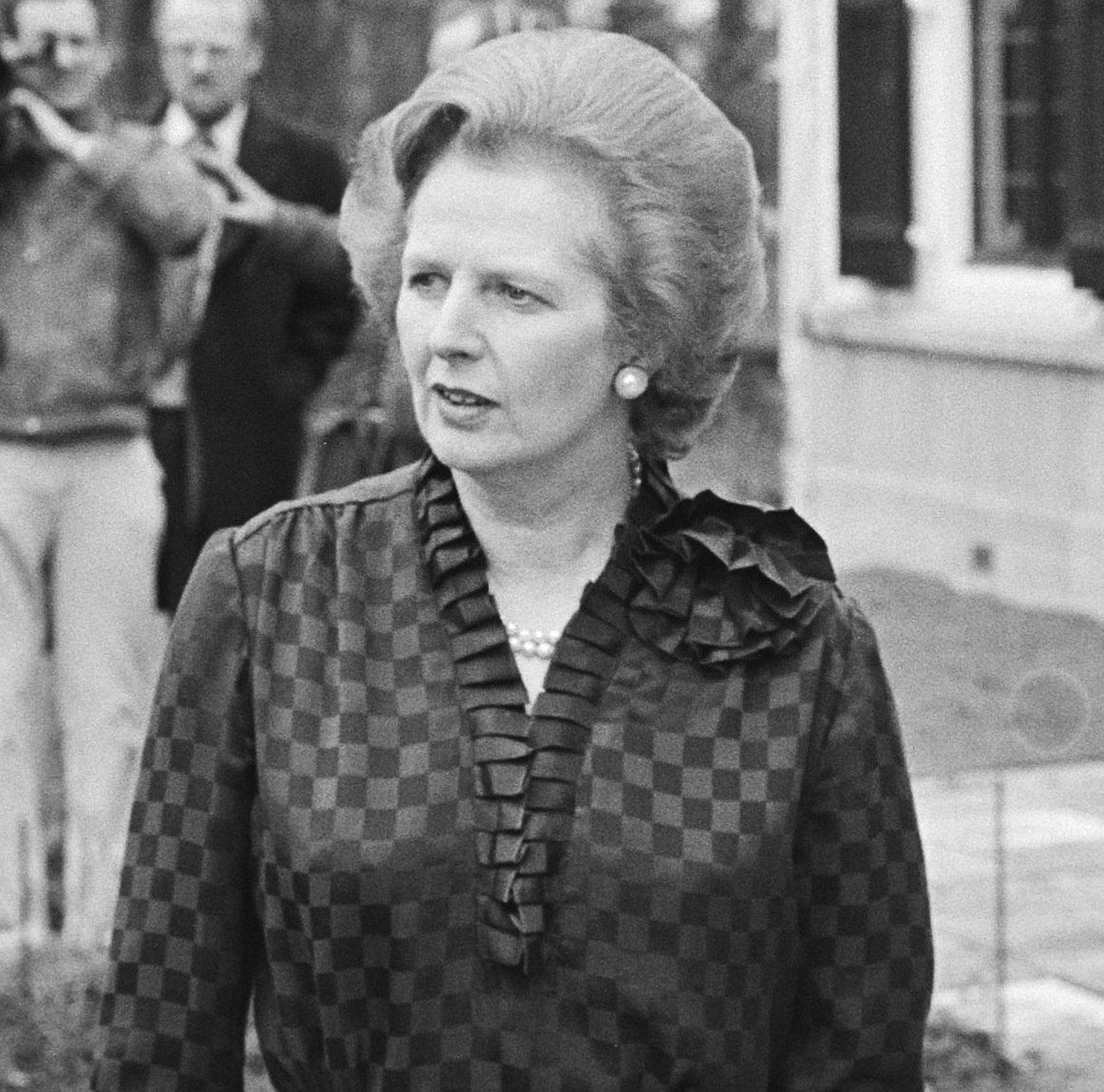
نخست‌وزیر مارگارت تاچر در سال ۱۹۸۱ – که به دلیل مواضع ضد شوروی‌اش از سوی مطبوعات شوروی بانوی آهنین لقب گرفته بود. او خواهان دخالت مستقیم‌تر در افغانستان بود.

سه هفته پس از حمله شوروی، رابرت آرمسترانگ، دبیر کابینه، در حال مذاکره درباره نحوه ارسال کمک‌های نظامی مخفیانه به مقاومت اسلامی بود که علیه نیروهای روسی می‌جنگید. پیتر کارینگتون، وزیر امور خارجه بریتانیا، تلاش کرد برای متقاعد کردن لئونید برژنف، رهبر اتحاد جماهیر شوروی، به خروج نیروهایش از افغانستان به مسکو سفر کند، اما این تلاش بی‌نتیجه ماند، زیرا آندری گرومیکو، وزیر امور خارجه شوروی، از هرگونه دیدار در این باره امتناع ورزید.
پس از این، آرمسترانگ یادداشتی برای تاچر، کارینگتون و «C» (سر کالین فیگرز، رئیس MI6) ارسال کرد و استدلال خود را برای ارائه کمک نظامی به منظور «تشویق و حمایت از مقاومت» مطرح نمود. کارینگتون سپس در ۱۷ ژانویه ۱۹۸۰ (۲۷ جدی ۱۳۵۸) به پاکستان سفر کرد و با رئیس‌جمهور ضیاءالحق دیدار داشت و ضمن بازدید از مرز، به او اطمینان داد که از پاکستان حمایت خواهد شد.
یک ماه بعد، نشستی با حضور نمایندگان آلمان غربی، فرانسه و ایالات متحده در لندن برگزار شد. همه کشورها به نوعی خواهان حمایت از مجاهدین بودند، اما حاضر به ارائه کمک مستقیم نشدند. فرانسوی‌ها پیشنهاد کردند کمک‌های نظامی از طریق عراق ارسال شود، اما آلمان غربی نگران اهداف آمریکا و خطر وقوع جنگ جهانی سوم بود. در نهایت، فرانسه موافقت کرد که حمایتی محدود ارائه دهد، اما تنها از طریق گروه پزشکی پزشکان بدون مرز.
از سوی دیگر، تاچر خواهان جنگی مخفیانه بود، حتی اگر این به معنای اعزام نیروهای بریتانیایی به افغانستان باشد. با این حال، هرگونه اقدام نظامی آشکار علیه شوروی غیرممکن بود، نه‌تنها به دلیل خطر تشدید درگیری، بلکه به دلیل محدودیت‌های شدید در توان نظامی بریتانیا. دولت محافظه‌کار می‌خواست تمرکز نیروهای مسلح بریتانیا را بر اروپا و مقابله با خطر جنگ میان ناتو و پیمان ورشو حفظ کند.
تاچر گفت‌وگویی طولانی با جیمی کارتر، رئیس‌جمهور ایالات متحده، داشت و هر دو توافق کردند که تا حد امکان به شورشیان افغان کمک کنند. او همچنین با شور و اشتیاق از موضع سخت‌گیرانه کارتر علیه شوروی حمایت کرد، اما برخلاف ایالات متحده، تا حد تحریم بازی‌های المپیک مسکو پیش نرفت. 
دولت بریتانیا حمایت از مقاومت افغان‌ها را تأیید کرد و سپس به MI6 مجوز داد تا در سال نخست اشغال شوروی عملیات‌هایی را انجام دهد. این اقدامات قرار بود توسط افسران MI6 در اسلام‌آباد، با هماهنگی سیا و سازمان اطلاعات پاکستان (ISI) انجام شود. کارینگتون همچنین مشتاق بود که «تصاویر افغان‌هایی که با کمونیست‌ها می‌جنگند» را روی صفحه تلویزیون‌ها ببیند، به امید ایجاد جنگی مشابه جنگ ویتنام از نظر پوشش رسانه‌ای. 
تاچر در جون ۱۹۸۰ (جوزای ۱۳۵۹) با آغا شاهی، وزیر امور خارجه پاکستان، درباره کمک نظامی بریتانیا گفت‌وگو کرد و چهار ماه بعد، ضیاءالحق را در یک دیدار رسمی به لندن پذیرفت. پس از آن، تاچر در اکتبر ۱۹۸۱ (میزان ۱۳۶۰) به پاکستان سفر کرد و بار دیگر با ضیاءالحق دیدار داشت. او با هلیکوپتر به اردوگاه پناهندگان نصیر باغ، واقع در نزدیکی مرز افغانستان، منتقل شد، جایی که ۱۲ هزار پناهنده افغان در آن اسکان داشتند. تاچر از اردوگاه بازدید کرد و در جمع بزرگان افغان اعلام کرد که دولتش همچنان برای خروج نیروهای شوروی از افغانستان فشار خواهد آورد. او در سخنرانی خود تأکید کرد که دل‌های دنیای آزاد با مردم افغانستان است و وعده کمک داد. سپس تاچر به گذرگاه خیبر رفت، تسلیحات توقیف‌شده شوروی را بررسی کرد، به‌طور مختصر از مرز عبور کرد و با یک سرباز افغان دست داد. پس از آن، برای شرکت در یک ضیافت رسمی دولتی به اسلام‌آباد بازگشت. در مقابل، کرملین این سفر را اقدامی «تحریک‌آمیز با هدف دامن زدن به هیستری ضد شوروی» توصیف کرد. 

### احمد شاه مسعود
سازمان MI6 به دنبال یافتن گروهی بود که بتواند از آن حمایت کند. پس از دریافت مجوز عملیات، نخستین اقدام در فوریه ۱۹۸۰ (دلو ۱۳۵۸)، تنها دو ماه پس از تهاجم شوروی، انجام شد. افسران MI6 به سرپرستی گری وارنر، مسئول شرق دور، با رهبران قبایل در مناطق مرزی پاکستان در یک مدرسه دیدار کردند تا در صورت لزوم حمایت خود را ارائه دهند. وارنر سپس به یکی از افسران خود مأموریت داد تا فرمانده‌ای افغان با مهارت‌های ناپلئونی پیدا کند.
بررسی گزارش‌های میدانی و ارتباطات شنودشده شوروی نشان می‌داد که در ابتدا، کمک به مجاهدین در استان هلمند گزینه‌ای عملی به نظر می‌رسید. اما توجه بریتانیا به‌سرعت به گروهی معطوف شد که از نگاه آن‌ها ضربات سنگینی به شوروی وارد می‌کرد: جمعیت اسلامی. این گروه که تحت رهبری برهان‌الدین ربانی بود، یکی از قدرتمندترین گروه‌های مجاهدین افغانستان محسوب می‌شد. فرمانده نظامی ربانی، احمدشاه مسعود، یک فرمانده تاجیک جوان در دره پنجشیر بود. این منطقه که حدود ۱۵۰ هزار نفر جمعیت داشت، در یک دره حاصلخیز رودخانه‌ای قرار گرفته و نقاط استراتژیکی چون گذرگاه سالنگ را در بر می‌گرفت. این گذرگاه مسیر تأمین تدارکات ارتش چهلم شوروی بود و تنها پنجاه مایل با شمال شرق کابل فاصله داشت. نیروهای مسعود در این منطقه به کاروان‌های نظامی شوروی و کمونیست‌های افغان کمین زده و موجب کمبود سوخت در کابل شدند.
با این حال، مشکلی وجود داشت؛ نیروی تحت فرماندهی مسعود عمدتاً از تاجیک‌ها تشکیل شده بود، در حالی که پاکستان تنها از قبایل پشتونِ اسلام‌گرای تندرو حمایت می‌کرد. با وجود این چالش، بریتانیایی‌ها تیمی را برای ملاقات با مسعود اعزام کردند. آن‌ها که در پوشش خبرنگار فعالیت می‌کردند، ابتدا با احمدولی مسعود، برادر تحصیل‌کرده بریتانیا‌ی مسعود، در یک هتل در پیشاور دیدار کردند. سپس از مرز عبور کرده و وارد افغانستان شدند، جایی که زیر آتش شوروی یا متحدان افغان آن‌ها قرار گرفتند، اما سرانجام به مسعود رسیدند. این ملاقات موفقیت‌آمیز بود؛ بریتانیایی‌ها مبلغ قابل توجهی پول به مسعود پرداختند و از او پرسیدند که به چه چیزی نیاز دارد. مسعود پاسخ داد که به‌اندازه کافی سلاح در اختیار دارد، چرا که بسیاری از آن‌ها را از نیروهای روس و متحدانشان به غنیمت گرفته است، اما آنچه نیاز دارد آموزش نظامی تخصصی، بی‌سیم و تجهیزات پیشرفته دیگر است. بریتانیایی‌ها علی‌رغم چالش‌های موجود با پاکستان، توافق کردند که از مسعود حمایت کرده و عملیاتی را برای تأمین مالی، تجهیز و آموزش نیروهای او راه‌اندازی کنند. 

### میدان نبرد MI6 - دره پنجشیر
نبرد در دره پنجشیر به کانون اصلی حملات نظامی اتحاد جماهیر شوروی در افغانستان تبدیل شد. از طریق MI6، مسعود سالانه مأموریت پذیرش دو افسر و همچنین مربیان نظامی (در مجموع پنج تا هشت نفر) را برای آموزش خود و نیروهایش پذیرفت. این افراد از نیروهای ویژه—SAS و SBS—تشکیل شده بودند. از آنجا که ورود سربازان رسمی بریتانیا به افغانستان بسیار خطرناک محسوب می‌شد، آن‌ها «بدون نشان» شده و سپس تحت هویت‌های جعلی به سرویس اطلاعات مخفی بریتانیا (SIS) مأمور می‌شدند. همچنین کارگران قراردادی که در فنون اطلاعاتی آموزش دیده بودند و تحت راهنمایی MI6 دستورالعمل‌های نظامی دریافت می‌کردند، مأموریت‌های خطرناک عبور از مرز پاکستان را بر عهده داشتند. این افراد به‌طور غیررسمی «افزوده» یا «بخش جنگ انقلابی» (RWW) نامیده می‌شدند.

اولین گروه از این نیروها در تابستان ۱۹۸۱ (۱۳۶۰) وارد منطقه شدند و پس از یک سفر دشوار دو هفته‌ای، از مرز پاکستان به سمت شمال، از نورستان و رشته‌کوه‌های هندوکش عبور کردند و سرانجام در یک مکان مخفی در دره پنجشیر مستقر شدند. آن‌ها برای تطبیق بیشتر، مانند مجاهدین لباس می‌پوشیدند و شلوار پیراهن محلی به تن داشتند. این تیم‌ها بیش از سه هفته در کوه‌های پنجشیر ماندند و از غارها به عنوان پناهگاه و پوشش استفاده کردند، جایی که یک پایگاه کوچک نیز تأسیس شد.

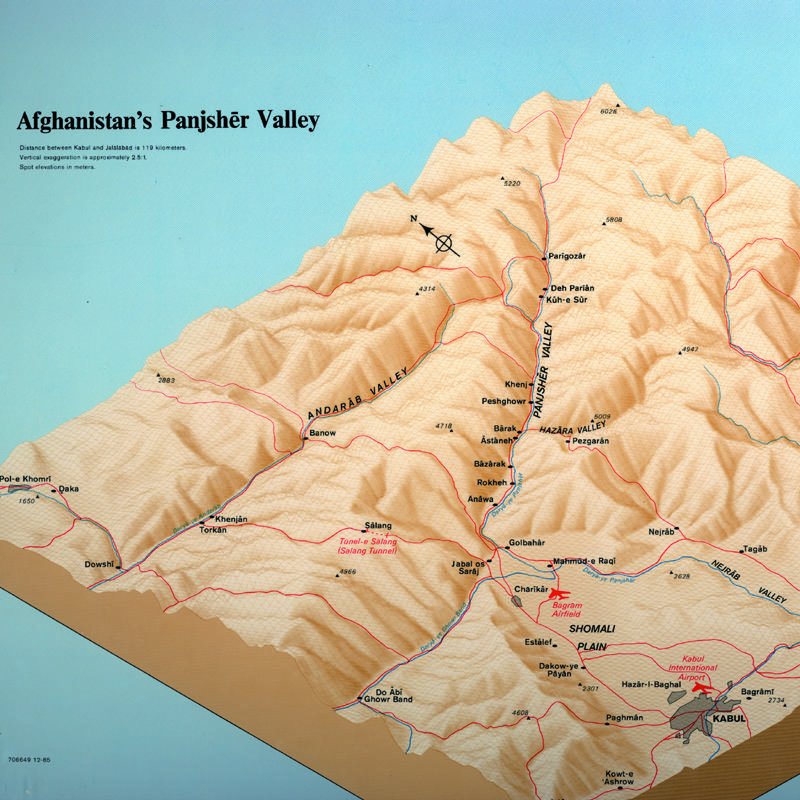
نقشه‌ای از دره پنجشیر که مأموران MI6 در حمایت از احمد شاه مسعود در آن اقامت داشتند.

تهیه تدارکات در سال اول دشوار بود، زیرا نیروهای شوروی و متحدانشان مسیر بین مجاهدین و پاکستان را مین‌گذاری کردند. یافتن افغان‌هایی که حاضر باشند این تدارکات را منتقل کنند مشکل بود، اما با ورود مین‌یاب‌ها این وضعیت تا حدی بهبود یافت. تا پایان سال بعد، امکان انتقال تجهیزات برای مسعود فراهم شد که شامل تجهیزات پیشرفته‌ای مانند دوربین‌های لیزری و دوربین‌های دید در شب بود. همچنین تسلیحات مرگباری از جمله تفنگ‌های تک‌تیرانداز صداخفه‌کن‌دار و خمپاره‌ها نیز تهیه شد. این عملیات طی سال‌های بعد ادامه یافت و همگی بدون اطلاع پاکستانی‌ها انجام شد. 
مهم‌ترین کمک تیم MI6 به مسعود و نیروهایش، سازمان‌دهی و برقراری ارتباطات رادیویی بود. در اوایل سال ۱۹۸۲ (۱۳۶۱)، چندین دستگاه رادیویی تاکتیکی ساخت شرکت بریتانیایی Racal به دره پنجشیر ارسال شد. این سیستم ارتباطی، شبکه Jaguar با قابلیت پرش فرکانس و کامپیوترهایی بود که نه تنها از شنود شوروی جلوگیری می‌کرد، بلکه برای هماهنگی نیروهای مسعود بسیار مفید بود. تیم MI6 به دستیاران مسعود، از جمله عبدالله انس، زبان انگلیسی آموزش داد تا بتوانند بهتر از این سیستم‌های رادیویی استفاده کنند. تا سال ۱۹۸۶، پس از تکمیل آموزش‌ها، یک سیستم کامل ارتباطی در پنجشیر مستقر شد. علاوه بر این، اطلاعات نظامی نیز نقش مهمی داشت. ستاد ارتباطات دولتی بریتانیا (GCHQ) که در چلتنهام مستقر بود، ارتباطات و برنامه‌های عملیاتی شوروی را رهگیری و ترجمه می‌کرد. سپس این اطلاعات به تیم‌های MI6 منتقل می‌شد که مجهز به تجهیزاتی مانند فرستنده و گیرنده اطلاعات سیگنالی AN/URS11 ساخت آمریکا و تلفن‌های ماهواره‌ای بودند.
از طریق اطلاعات رهگیری‌شده از شوروی، MI6 توانست برنامه‌های آموزشی مجاهدین را تنظیم کند.  در جریان حمله هفتم به پنجشیر که یکی از بزرگ‌ترین عملیات‌های جنگ بود، رادیوهای پیشرفته و اطلاعات بریتانیا مسعود را از این حمله آگاه کردند. او توانست جزئیات مربوط به ۱۱ هزار سرباز شوروی و ۲۶۰۰ سرباز افغان تحت فرمان مارشال سرگئی سوکولوف را دریافت کند، که با ۲۰۰ هواپیما و ۱۹۰ هلیکوپتر به دره پنجشیر حمله می‌کردند. این اطلاعات جان مسعود و نیروهایش را نجات داد و با وجود تلفات، آنان توانستند این یورش عظیم را پشت سر بگذارند. در حملات بعدی، عملیات هشتم و نهم پنجشیر، MI6 نه تنها ارتباطات امن برای مسعود فراهم کرد، بلکه اطلاعات تاکتیکی مهمی را نیز در اختیار او گذاشت. 
عوامل MI6 همچنین در بازیابی تجهیزات رهاشده یا منهدم‌شده شوروی، از جمله بالگردهای ساقط‌شده شوروی، کمک کردند. یکی از این موارد، یک بالگرد میل Mi-24 هاند بود که سقوط کرده بود. نیروهای عملیاتی موفق شدند مهم‌ترین بخش‌های این بالگرد را جدا کرده و با استفاده از قاطرها از منطقه خارج کنند. سپس این قطعات با موفقیت از مرز پاکستان عبور داده شدند، جایی که برخی از آن‌ها در میدان آزمایش شدند و برخی دیگر برای مطالعه به بریتانیا ارسال شدند.
همسو با تمایل پیتر کارینگتون برای داشتن یک «جنگ تلویزیونی»، تلاش‌های آموزشی و عملیاتی MI6 به نوعی نقش تبلیغاتی نیز ایفا می‌کرد و پوشش بین‌المللی از مبارزات مسعود علیه شوروی در دره پنجشیر را فراهم می‌ساخت. MI6 با اتخاذ روشی نوین قصد داشت جنایات احتمالی شوروی یا پیروزی‌های مجاهدین را فیلم‌برداری کند. در این راستا، روزنامه‌نگارانی برای اجرای عملیات روانی بریتانیا در افغانستان به خدمت گرفته شدند و برای این نقش آموزش دیدند. این اقدام، تجربی بود، زیرا MI6 مجبور بود فیلم‌برداران مناسبی از میان گروه‌های مجاهدین در پیشاور پیدا کند یا همراه آنان از مرز عبور کند تا پوشش خبری‌شان به‌عنوان خبرنگاران خارجی مستقل تقویت شود.

تصاویری که ابتدا از افغانستان ارسال می‌شد کیفیت پایینی داشت، بنابراین MI6 به دنبال بهبود تجهیزات فیلم‌برداری بود و دوربین سوپر ۸ میلی‌متری را به‌عنوان گزینه اصلی انتخاب کرد. یکی از خبرنگاران، سندی گال (Sandy Gall) بود که MI6 او را برای این مأموریت جذب کرده بود. وی در سال ۱۹۸۲ به افغانستان رفت و رابطه نزدیکی با احمدشاه مسعود و یارانش برقرار کرد. اواخر همان سال، گال و تیمش موفق شدند در جریان حمله شوروی به پنجشیر (عملیات پنجم) تصاویری ارسال کنند که در تاریخ ۲۳ نوامبر در بخش خبری عصر ITN پخش شد. با این حال، گال همواره از دیگر مأموران MI6 دور نگه داشته می‌شد تا ارتباط او با سرویس اطلاعاتی بریتانیا مخفی بماند.

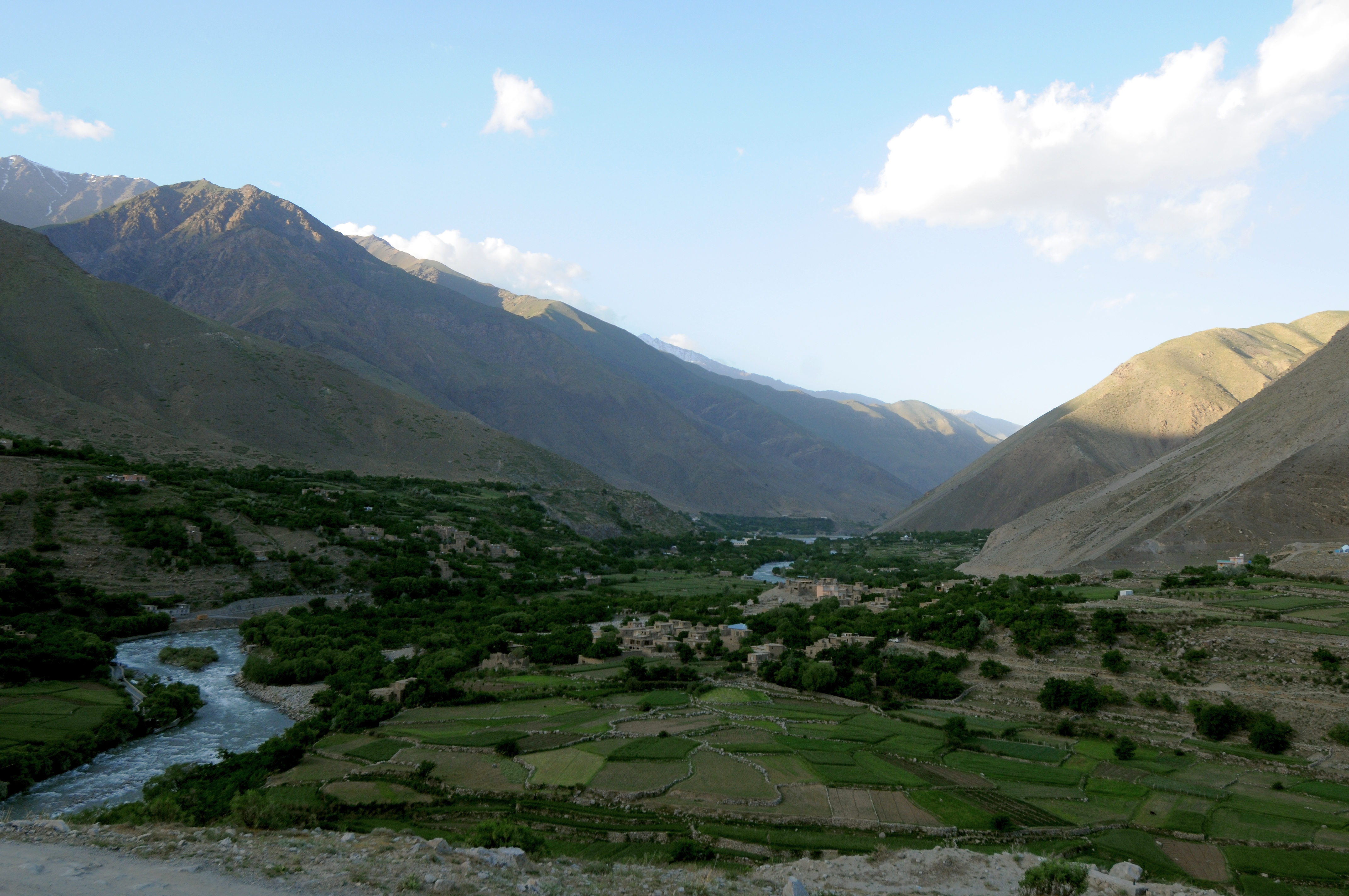
دره پنجشیر در وضعیت امروزی خود

ماموران همواره در خط مقدم حاضر میشدند و با استفاده از سلاحهای مجهز به صدا خفه‌کن، به نیروهای احمدشاه مسعود کمک می‌کردند. آنها شاهد بازجویی اسیران روس بودند و در هدف‌گیری خمپاره‌ها نیز مشارکت داشتند. در یک مورد، سه مامور و همراهان افغانشان در یک کمین هلیکوپتری شوروی گرفتار شدند - آنها تنها زمانی توانستند فرار کنند که یک افسر افغان با فدا کردن جان خود، هلیکوپتر را گمراه کرد تا راه فراری برای آنها باز شود. عملیات‌های MI6 به‌طور مداوم توجه شوروی را جلب می‌کرد. در ۱ جولای ۱۹۸۳ (۱۰ سرطان ۱۳۶۲)، مأموران بریتانیایی حاضر در پنجشیر توسط احمدشاه مسعود هشدار دریافت کردند که روس‌ها در حال آماده شدن برای حمله به مواضع آن‌ها هستند. اگر بریتانیایی ها توسط شوروی در یک درگیری شناسایی می شدند، در صورت وقوع چنین حادثه ای، یک داستان پوششی وجود داشت. تمامی مأموران بلافاصله سعی کردند در قالب یک کاروان، که شامل چندین پزشک فرانسوی نیز می‌شد، به پاکستان بازگردند. سرانجام این کاروان در نزدیکی پایگاه هوایی بگرام با نیروهای شوروی و ارتش دموکراتیک افغانستان که از پشتیبانی بالگردهای تهاجمی برخوردار بودند، درگیر شد. شش مأمور بریتانیایی موفق شدند از این مهلکه بگریزند، هرچند یکی از آن‌ها دچار زخم شدید شد و مجبور شدند او را حمل کنند.
روسی‌ها که از پیش از حضور بریتانیایی‌ها مطلع شده بودند، نتوانستند آن‌ها را به اسارت بگیرند اما جسدی (که در واقع متعلق به یکی از مجاهدین بود) را به همراه یک بشقاب‌ماهواره‌ای کوچک، یک فرستنده، و یک صفحه‌کلید رایانه‌ای کشف کردند. همچنین یک گذرنامه بریتانیایی متعلق به فردی به نام «استوارت بودمن» که ادعا می‌شد خبرنگار «گالف فیچرز سرویس» است، در میان وسایل کشف شد. این تجهیزات و جسد در یک کنفرانس خبری در کابل به نمایش درآمد و روس‌ها بریتانیا را به حمایت از «تروریست‌ها» متهم کردند.
وزارت خارجه بریتانیا هرگونه اطلاع از هویت این فرد را رد کرد و سکوت اختیار نمود. در روزهای پس از این رویداد، مطبوعات بریتانیا به دنبال یافتن اطلاعاتی درباره «استوارت بودمن» بودند، اما روزنامه ساندی تایمز او را در ساری انگلستان زنده و سالم پیدا کرد. این موضوع گمانه‌زنی‌هایی درباره یک عملیات پنهانی برانگیخت. در آن زمان مشخص نبود که «گالف فیچرز سرویس» یک سازمان پوششی بوده و نام مستعار بودمن، به دولت بریتانیا امکان می‌داد که هرگونه ارتباط با او را انکار کند.
حادثه‌ای دیگر مربوط به یک مأمور سابق SAS به نام Andy Skrzypkowiak (اندی اسکژپکوویاک) بود که به عنوان فیلم‌بردار بی‌بی‌سی همراه نیروهای احمدشاه مسعود فعالیت می‌کرد. او که به دلیل اصالت لهستانی‌اش به «لهستانی» معروف بود، تصاویر نادری از حملات چریکی مسعود علیه نیروهای شوروی ضبط و به خارج ارسال می‌کرد. او در اکتبر ۱۹۸۷ (میزان ۱۳۶۶)، هنگامی که از پنجشیر بازمی‌گشت، توسط جنگجویان حزب اسلامی گلبدین حکمتیار که مورد حمایت سیا بودند، کشته شد. قتل او به‌عنوان مجازاتی برای «انتشار تصاویر پیروزی‌های نظامی مسعود در غرب» صورت گرفت. قاتلان مامور لهستانی هرگز شناسایی نشدند و حتی حکمتیار به آن‌ها پاداش داد، که نشان‌دهنده شدت رقابت‌های درون‌گروهی در آن زمان بود. واکنش بریتانیا نسبت به مرگ این مامور کم‌رنگ بود، با این‌که آن‌ها نگرانی‌هایی درباره بی‌رحمی و افراط‌گرایی حکمتیار داشتند. 

### پشتیبانی از عملیات Cyclone (سایکلون)
عملیات طوفان سایکلون آمریکا، که برنامه سیا برای تسلیح و تأمین مالی مجاهدین افغان بود، در سال ۱۹۸۱ آغاز شد و اولین بسته کمکی ایالات متحده به ارزش ۳.۲ میلیارد دلار اختصاص یافت. بریتانیا در این برنامه نقش حیاتی ایفا کرد.
سرویس اطلاعات مخفی بریتانیا (MI6) شبکه‌های قدیمی خود را در پاکستان که از پیش برقرار کرده بود، دوباره فعال کرد و اطلاعات آن‌ها را به سیا منتقل نمود. دو گروه برجسته که به سیا معرفی شدند، «محاذ ملی اسلامی افغانستان» به رهبری سرتیپ رحمت‌الله صافی، افسر ارشد سابق ارتش سلطنتی افغانستان، و «حزب اسلامی» به رهبری گلبدین حکمتیار بودند.
زبیگنیو برژینسکی، مشاور امنیت ملی ایالات متحده، پیشنهاد کرد که به جنگجویان افغان در «موقعیت‌های پیشرو» در داخل مرز پاکستان، موشک‌های سطح به هوا داده شود تا بتوانند از خود در برابر حملات هوایی دفاع کنند. اما سیا با امضای توافقی با سازمان اطلاعات پاکستان (ISI)، دست خود را بسته بود؛ این توافق اجازه نمی‌داد که آمریکایی‌ها عملیات یک‌جانبه‌ای علیه شوروی در داخل افغانستان انجام دهند. این محدودیت همچنین به این معنا بود که آن‌ها تنها قادر به تأمین تجهیزات برای حزب اسلامی گلبدین حکمتیار بودند. در نتیجه، سیا مجبور شد به‌شدت بر MI6 تکیه کند و از آن به عنوان واسطه‌ای برای انجام عملیاتی استفاده کند که آن‌قدر محرمانه بودند که نمی‌توانستند پاکستان را درگیر کنند. تفاوت اصلی این بود که سیا تحت محدودیت‌های شدیدی برای حفظ رازها قرار داشت، درحالی‌که MI6 چنین محدودیتی نداشت. وزارت دفاع بریتانیا نیز با استفاده از سانسور دولتی (DSMA-Notice) توانست هرگونه اطلاعاتی را از دید عموم مردم بریتانیا پنهان نگه دارد. 
اواخر سال ۱۹۸۳ (خزان ۱۳۶۲)، رئیس عملیات افغانستان در سیا، گوست آوراکوتوس، در لندن با چند مأمور MI6 ملاقات کرد که یکی از آن‌ها تازه از سه ماه حضور در منطقه جنگی بازگشته بود. آوراکوتوس نسبت به آتش‌بس مسعود با شوروی تردید داشت، اما با اطلاعات MI6 و گزارش‌های میدانی، درک بهتری از وضعیت پیدا کرد. او دریافت که کاهش بودجه MI6 باعث شده است که این سازمان در تأمین تجهیزات حیاتی دچار مشکل شود. آوراکوتوس همچنین نتیجه گرفت که تأمین مالی MI6 باید به‌طور مخفیانه و بدون اطلاع سایر مقامات سیا و همچنین پاکستانی‌ها انجام شود.از طریق او، پول هنگفتی به MI6 سرازیر شد، که هزینه‌های آن‌ها را ده برابر افزایش داد و به آن‌ها اجازه داد عملیات بیشتری را انجام دهند. از طریق آوراکوتوس، سیا از مأموران MI6 برای نصب دستگاه‌های شنود در نزدیکی پایگاه‌های روسی مانند پایگاه بگرام استفاده کرد. این تیم‌ها در طول جنگ برای ردیابی حرکات تانک‌ها و هواپیماهای شوروی اعزام می‌شدند.
پایگاه عملیاتی MI6 در اسلام‌آباد قرار داشت، جایی که تمامی اقدامات مربوط به جنگ مخفیانه بریتانیا علیه اتحاد جماهیر شوروی سازمان‌دهی می‌شد. مسئولیت این عملیات از سال ۱۹۸۴ تا ۱۹۸۸ بر عهده آنتونی هاوکس بود. یکی از مأموران MI6 به نام الاستر کروک نیز در اسلام‌آباد به سیا و ISI کمک می‌کرد و هماهنگی‌های مربوط به آموزش و تأمین تجهیزات برای عبدالحق را بر عهده داشت. عبدالحق در نهایت به یک واسطه میان سیا، MI6 و جبهه کابل تبدیل شد. دفتر او در پیشاور به مرکز سازمان‌دهی مقاومت بدل شد، جایی که مأموران MI6 و سیا نیز در آن حضور داشتند. بیشتر اوقات، آن‌ها نقشه‌هایی از اهداف جدیدی که می‌خواستند عبدالحق به آن‌ها حمله کند، در اختیار او قرار می‌دادند. علاوه بر این، اطلاعات جمع‌آوری‌شده توسط مرکز شنود الکترونیک GCHQ بریتانیا نیز به سیا و ISI منتقل می‌شد تا آن‌ها در حمایت از گروه‌های مختلف مجاهدین از آن استفاده کنند. 
با این حال، بین آمریکا و بریتانیا در طول جنگ تفاوت‌هایی وجود داشت. یکی از مسائل مورد تمرکز، احمدشاه مسعود بود که به دلیل آتش‌بس او با نیروهای شوروی و همتایان افغانشان در سال ۱۹۸۳ (۱۳۶۲)، مورد انتقاد چین، پاکستان، عربستان سعودی و همچنین سیا قرار گرفت. از آنجایی که پاکستان به دلیل تاجیک بودن مسعود حاضر به حمایت از او نبود، آمریکا نیز مجبور شد از این سیاست تبعیت کند. نقش بریتانیا به‌ویژه مورد نارضایتی پاکستانی‌ها بود، که مسعود را به عدم تمایل برای جنگیدن متهم می‌کردند. اما در واقع، این آتش‌بس یک اقدام تاکتیکی بود تا مسعود بتواند نیروهایش را بازسازی کند، زیرا تدارکات او به شدت کاهش یافته بود. با وجود تردیدهای سیا نسبت به مسعود، MI6 تصمیم گرفت که از او حمایت کند و این سیاست را دنبال کرد. 
با همکاری پاکستان و آمریکا، اطلاعات بریتانیا بر این باور بود که «سیا بیش از حد درباره تهدید شوروی علیه پاکستان هشدار می‌دهد.» برخی از افسران بریتانیایی معتقد بودند که حمایت از گروه‌های تندروی اسلامی مانند حزب اسلامی گلبدین حکمتیار خطرناک است، به‌ویژه پس از کشته شدن اندی اسکژپکوویاک.
از سوی دیگر، آمریکایی‌ها همچنان نسبت به نقش بریتانیا در افغانستان بدبین بودند. آن‌ها تصور می‌کردند که بریتانیایی‌ها صرفاً تلاش دارند «در بازی باقی بمانند» و این‌که «انگلیسی‌ها» در حال پیشبرد دستور کاری هستند که آمریکا می‌خواهد در «حیاط خلوت قدیمی» خود، کنترل آن را در دست بگیرد. 

### تسلیحات و تجهیزات

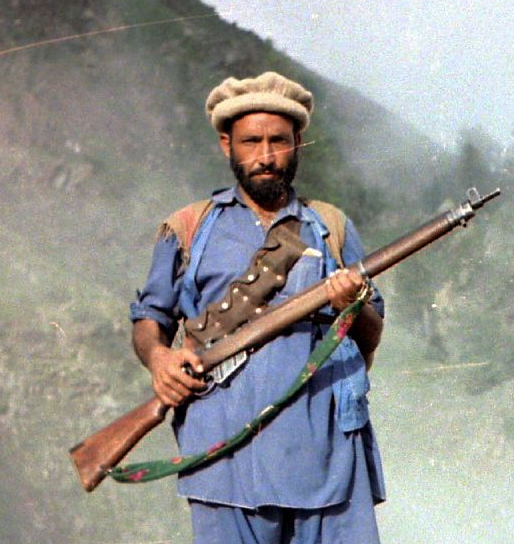
یک مجاهد افغان در اوت ۱۹۸۵ یک تفنگ لی-انفیلد شماره ۴ حمل می‌کند.

از ابتدای جنگ، صدها هزار قبضه سلاح سبک قدیمی ارتش بریتانیا، عمدتاً تفنگ‌های لی-انفیلد، برای مجاهدین ارسال شد، برخی از آن‌ها از انبارهای قدیمی ارتش هند خریداری شده بودند. ام‌آی۶ همچنین نزدیک به نیم میلیون فشنگ برای این تفنگ‌ها فرستاد، هرچند این مهمات از ذخایر رزمی ارتش بریتانیا بودند. این سلاح‌ها در میان گروه‌های مقاومت افغان بسیار محبوب شدند؛ زیرا دقت بالایی داشتند و می‌توانستند جلیقه‌های ضدگلوله ساخت شوروی را که کلاشنیکف قادر به نفوذ در آن‌ها نبود، سوراخ کنند. 
در بهار سال ۱۹۸۶، وایت‌هال به‌صورت مخفیانه سلاح‌هایی را برای برخی از واحدهای مجاهدین ارسال کرد و اطمینان حاصل نمود که منشأ این سلاح‌ها در هاله‌ای از ابهام باقی بماند. برجسته‌ترین این تسلیحات، موشک‌اندازهای Blowpipe بودند که در جنگ فالکلند عملکرد ناموفقی داشتند و ارتش بریتانیا آن‌ها را کنار گذاشته بود، اما در بازار بین‌المللی تسلیحات در دسترس بودند. حدود پنجاه موشک‌انداز و ۳۰۰ موشک از کارخانه Short در بلفاست ارسال شد که عمدتاً به حزب اسلامی حکمتیار داده شد، زیرا انتقال آن‌ها از پاکستان به افغانستان در فاصله سال‌های ۱۹۸۵ تا ۱۹۸۶ آسان‌تر بود. پرسنل بریتانیایی، مجاهدین را برای استفاده از این سامانه آموزش دادند، اما این موشک‌ها همچنان ناکارآمد بودند؛ از سیزده موشک شلیک‌شده، هیچ‌کدام به هدف اصابت نکرد. 
با شکست موشک Blowpipe، موشک آمریکایی FIM-92 Stinger به‌عنوان جایگزین انتخاب شد و به‌صورت مخفیانه ارسال گردید. سازمان سیا در نهایت نزدیک به ۵۰۰ فروند Stinger (برخی منابع تعداد آن را بین ۱۵۰۰ تا ۲۰۰۰ ذکر کرده‌اند) و ۲۵۰ پرتابگر را در اختیار مجاهدین افغانستان قرار داد. بااین‌حال، نیروهای آمریکایی قادر به آموزش مجاهدین نبودند، بنابراین این وظیفه بر عهده سازمان اطلاعات پاکستان (ISI) و تعدادی از نیروهای SAS بریتانیا قرار گرفت (برخی از آن‌ها از این سلاح در جنگ فالکلند استفاده کرده بودند). 
بااین‌حال، موشک‌های Stinger قادر به رهگیری جت‌های ارتفاع‌بالای شوروی نبودند. ISI نیز به‌طور عمدی مانع از رسیدن این موشک‌ها به نیروهای احمدشاه مسعود شد، هرچند تعداد محدودی (حدود هشت فروند، کمتر از یک درصد کل محموله) به‌صورت قاچاق به نیروهای او رسید. تأثیر Stinger بر نتیجه جنگ همچنان موردبحث است، به‌ویژه در تفسیر اثر آن از سطح تاکتیکی میدان نبرد به سطح راهبردی عقب‌نشینی نیروهای شوروی، و میزان تأثیرگذاری اولی بر دومی.

### آموزش
بزرگ‌ترین کمک بریتانیا به جنگ، آموزش نیروهای مجاهدین بود. سازمان MI6 از اسلام‌آباد عملیات آموزش را هماهنگ می‌کرد و از مجموعه‌ای از شرکت‌های امنیتی خصوصی و مزدوران استفاده می‌نمود که بسیاری از آن‌ها با ارتش بریتانیا قرارداد داشتند. این عملیات تحت نظارت واحد ویژه اسکاتلندیارد (Special Branch) و MI5 انجام می‌شد و با تأیید وزارت خارجه بریتانیا پیش می‌رفت.
این شرکت‌ها به‌طور مستقیم نیروهای افغان را آموزش می‌دادند؛ مهم‌ترین آن‌ها شرکت Keenie Meenie Services (KMS Ltd) بود که توسط افسران سابق SAS هدایت می‌شد. سیستم آموزشی به‌صورت سلسله‌مراتبی سازماندهی شده بود و از نیروهای SAS، شرکت KMS و MI6 تشکیل می‌شد. این آموزش‌ها از طریق شرکت تابعه Saladin Security، وابسته به KMS، انجام می‌شد. درنهایت، این گروه‌ها فرماندهان هفت تیپ بزرگ را آموزش دادند.
برخی از این آموزش‌ها حتی پیش از آغاز تهاجم شوروی انجام شده بود؛ حمایتی که به گروه محاذ ملی اسلامی به رهبری رحمت‌الله صافی اختصاص یافت. او پس از حمله شوروی به انگلستان نقل‌مکان کرد. وی و افسرانش توسط MI6 آموزش دیدند و یک سال بعد به پیشاور بازگشتند و در استان‌های پکتیا و کنر فعالیت داشتند. آن‌ها بعدها در نبرد با نیروهای دولتی در روستای زاور (پکتیا) در بهار ۱۹۸۶ (۱۳۶۵) شرکت کردند.
نیروهای سرویس ویژه هوایی بریتانیا (SAS) در سال ۱۹۸۳ به پاکستان اعزام شدند و در کنار نیروهای ویژه آمریکا، کماندوهای SSG (نیروهای ویژه) پاکستان را آموزش دادند. هدف این بود که این افسران، دانش و مهارت‌های خود را مستقیماً به نیروهای افغان منتقل کنند و عملیات چریکی را در افغانستان هدایت نمایند. آن‌ها به مجاهدین آموزش دادند که چگونه بالگردهای روسی را سرنگون کنند.
برای نیروهای مسعود، وضعیت متفاوت بود؛ به دلیل خصومت پاکستان، آن‌ها نمی‌توانستند در این کشور آموزش ببینند و مجبور بودند در مکان‌های دیگری آموزش داده شوند. مسعود اظهار داشت که نیروهایش به مهارت‌های سازماندهی میدان نبرد نیاز دارند و به همین دلیل، بهترین فرماندهان جوان خود را برای آموزش توسط بریتانیایی‌ها انتخاب کرد.در اینجا، شرکت KMS نقش داشت و پروازهایی را برای اعزام این فرماندهان افغان به پایگاه‌های مخفی MI6 و CIA در عمان و عربستان سعودی ترتیب داد. در آنجا، فرماندهان افغان در زمینه خرابکاری، شناسایی، برنامه‌ریزی حملات، آتش‌افروزی، استفاده از مواد منفجره و توپخانه سنگین مانند خمپاره‌ها آموزش دیدند. مرحله بعدی شامل یادگیری نحوه حمله به هواپیماها و اجرای کمین‌های ضدهوایی و ضدزرهی بود.
شرکت KMS حتی ترتیب اعزام فرماندهان مجاهدین به بریتانیا را نیز داد – اردوگاه‌های آموزشی در آنجا اواخر سال ۱۹۸۳ تأسیس شدند. این فرماندهان منتخب، در پوشش توریست، در دوره‌های سه‌هفته‌ای در اسکاتلند، شمال و جنوب انگلستان، در زمین‌های آموزشی SAS، و در انبارهای قدیمی زندگی می‌کردند. یکی از این اردوگاه‌ها در کوه‌های اطراف Criffel در دامفریس و دیگری در شبه‌جزیره دورافتاده Applecross در وست آیلند قرار داشت. بخشی از آموزش‌ها شامل استفاده از تسلیحات سنگین در جزایر غربی اسکاتلند بود.
سربازان مجاهدین توسط یک فروند RAF C-130 که توسط پرواز ویژه S&D نیروی هوایی سلطنتی بریتانیا – گروه کوچکی از خلبانان نیروی ویژه که از MI6 و SAS پشتیبانی می‌کرد – بین بریتانیا و پاکستان جابه‌جا می‌شدند. پس از بازگشت به افغانستان، این فرماندهان آموزش‌های خود را به نیروهای شورشی منتقل می‌کردند. برخی از اعضای KMS حتی نقش شناسایی و پشتیبانی را برای شورشیان خط مقدم ایفا می‌کردند. همچنین، مأموران KMS و MI6 تلاش کردند گروه‌های رقیب مجاهدین را که در گذشته با یکدیگر دشمنی خونین داشتند، گرد هم آورند تا اتحادهای مؤثرتری ایجاد کنند.
این آموزش‌ها برای مسعود و نیروهایش نتایج ارزشمندی به همراه داشت و به نابودی صدها وسیله نقلیه و تانک شوروی منجر شد.

### در جمهوری های شوروی
نقش بریتانیا در این درگیری تنها به افغانستان محدود نمی‌شد، بلکه شامل دخالت مستقیم نظامی در جمهوری‌های آسیای مرکزی اتحاد جماهیر شوروی نیز می‌شد. از سال ۱۹۸۴، MI6 با همکاری CIA و ISI ده‌ها عملیات چریکی را سازماندهی و اجرا کرد. این عملیات شامل حملات راکتی به روستاهای تاجیکستان و حملات به پایگاه‌های هوایی شوروی، تأسیسات تدارکاتی نظامی و کاروان‌های نیروهای شوروی در ازبکستان بود که از این مناطق عبور می‌کردند و تا ۲۵ کیلومتری داخل خاک این جمهوری‌ها ادامه داشت. 
این حملات، نخستین حملات مستقیم غرب به اتحاد جماهیر شوروی از دهه ۱۹۵۰ بودند و در سال ۱۹۸۶ به اوج خود رسیدند. MI6 به‌طور مستقیم پول به حساب قاضی حسین احمد، رهبر جماعت اسلامی پاکستان که روابط نزدیکی با گلبدین حکمتیار و احمدشاه مسعود داشت، واریز می‌کرد. هدف MI6 این بود که احمد ادبیات رادیکال و ضد شوروی اسلامی را در جمهوری‌های شوروی منتشر کند، به این امید که شورش‌هایی علیه دولت‌های کمونیستی این مناطق شکل بگیرد. این فعالیت‌ها حتی تا چچن و بوسنی نیز گسترش یافت. هرچند این قیام‌ها رخ نداد، اما شوروی‌ها از احتمال بروز آن‌ها نگران شدند و حتی تهدید به انجام بمباران‌هایی در پاکستان کردند.  
سرویس اطلاعاتی پاکستان (ISI) از بریتانیا درخواست مین‌های مغناطیسی (لیمپت) کرد تا با استفاده از آنها به پل‌های ارتباطی شوروی در ساحل جنوبی رودخانه آمودریا حمله کند. سازمان اطلاعات مخفی بریتانیا (MI6) این حملات را تسهیل کرد که شامل استفاده از مین‌های لیمپت نیز می‌شد. در این عملیات، آن‌ها موفق شدند چندین پل را نابود کنند و همچنین پایه‌های پل روی رودخانه در نزدیکی شهر ترمز را آسیب بزنند 

### پایان پشتیبانی
در مجموع، ۹ حمله‌ی هدایت‌شده توسط شوروی در دره پنجشیر انجام شد. آخرین آن‌ها، «پنجشیر ۹»، در سال ۱۹۸۵ (۱۳۶۴) پایان یافت و نیروهای شوروی در سال بعد از این منطقه عقب‌نشینی کردند. این حملات در کل ناموفق بودند – هر یک یا دفع شدند، یا پس از عقب‌نشینی شوروی، نیروهای مسعود مجدداً منطقه را تصرف کردند. بدین ترتیب، احمدشاه مسعود به‌عنوان «شیر پنجشیر» شهرت یافت.
تا زمانی که میخائیل گورباچف، رهبر جدید شوروی، در سال ۱۹۸۵ به قدرت رسید، به دنبال راهی برای خروج از افغانستان بود. گزارش‌های روزنامه‌ای که بریتانیا را به تأمین و آموزش تسلیحاتی مجاهدین مرتبط می‌کرد، خشم شوروی را برانگیخت. گورباچف به مارگارت تاچر پیشنهاد داد که در صورت توقف حمایت‌های بریتانیا از شورشیان، امکان یافتن راه‌حلی برای جنگ وجود خواهد داشت. اما تاچر نه تنها این حمایت را متوقف نکرد، بلکه هرگونه دخالت بریتانیا را انکار کرد و تنها در پارلمان اظهار داشت که راه‌حل دیپلماتیک کلید پایان جنگ است. با این حال، او در همان سال همچنان به حمایت علنی از مجاهدین ادامه داد و حتی با گلبدین حکمتیار و عبدالحق در داونینگ استریت دیدار کرد. 
در اواخر جنگ، بریتانیا عملاً نسخه خاص خود از عملیات سایکلون را اجرا می‌کرد. در ۲۰ ژوئیه ۱۹۸۷، میخائیل گورباچوف خروج نیروهای شوروی از افغانستان را اعلام کرد. این تصمیم در چارچوب مذاکراتی اتخاذ شد که به امضای توافقنامه‌های ژنو در سال ۱۹۸۸ انجامید. در نتیجه، از سال ۱۹۸۷ حمایت بریتانیا به مجاهدین به تدریج کاهش یافت و تنها زمانی به پایان رسید که آخرین نیروهای شوروی در ۱۵ فوریه ۱۹۸۹ (۲۶ دلو ۱۳۶۷) این کشور را ترک کردند.

## نتایج

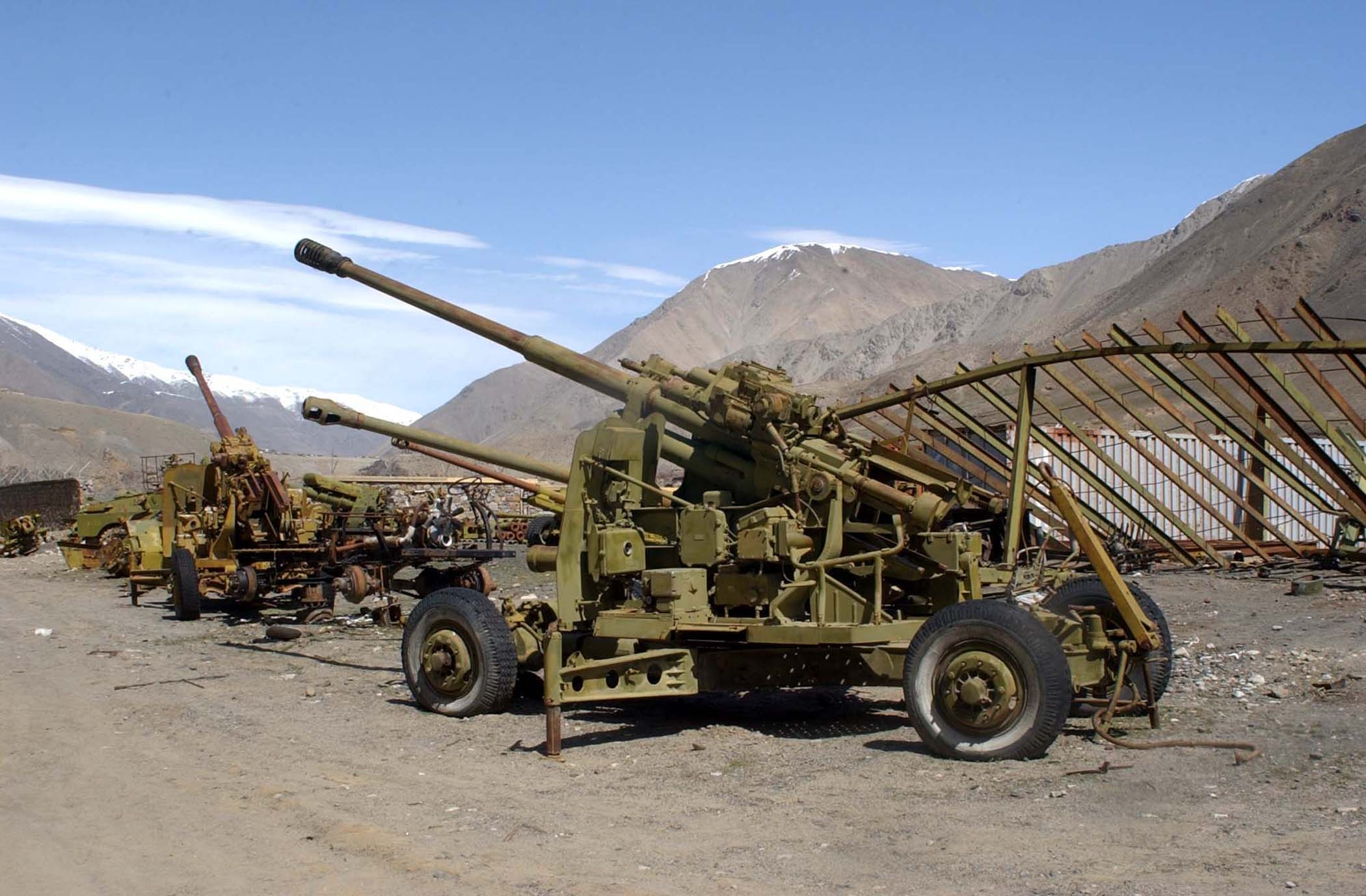
توپخانه رها شده شوروی در دره پنجشیر

نقش بریتانیا در این جنگ، گسترده‌ترین عملیات مخفیانه‌ای بود که این دولت از زمان جنگ جهانی دوم به اجرا درآورده بود. میزان دقیق مشارکت سازمان اطلاعات مخفی بریتانیا (MI6) همچنان نامشخص است، چرا که بیشتر اسناد آن محرمانه باقی مانده‌اند. حمایت بریتانیا همراه با کمک‌های آمریکا، پاکستان، عربستان سعودی و چین، همگی در وادار کردن شوروی به خروج نقش داشتند. کمک‌های بریتانیا به مسعود برای مبارزاتش حیاتی بود و به شکست شوروی در تصرف و تثبیت موقعیت در دره پنجشیر و حتی دستگیری خود مسعود منجر شد. نیروهای او تا دهه ۱۹۹۰ همچنان از رادیوهای عرضه شده توسط بریتانیا استفاده می‌کردند. یک مقام بریتانیایی ادعا کرد که اطلاعات و تجهیزات ارتباطی که در اختیار مسعود قرار گرفته بود، «ارزشی بیش از صدها محموله هوایی سلاح‌های آرملایت یا استینگر داشت.»
پس از خروج نیروهای شوروی، افسران سیا و ام‌آی۶ در پاکستان برای رویدادهای بعدی آماده شدند. سازمان اطلاعات بریتانیا همچنان از مسعود حمایت می‌کرد، در حالی که سیا هنوز امیدوار بود حکمتیار گزینه ایده‌آل برای رهبری یک دولت ضدکمونیست باشد. بریتانیایی‌ها همچنین می‌خواستند سازمان ملل متحد برای صلح مصالحه‌جویانه بین جناح‌ها فشار آورد، اما سیا اصرار داشت به جنگ ادامه دهند.
با این حال، مسعود به زودی به بزرگترین برنده پس از خروج شوروی تبدیل شد. پس از شکست کمونیست‌ها، او و نیروهایش نه تنها دره پنجشیر، بلکه چندین ولایت در شمال شرق افغانستان را تحت کنترل داشتند. درگیری‌های داخلی بین گروه‌های رقیب مجاهدین در آوریل ۱۹۹۲ آغاز شد که به «جنگ بر سر کابل» انجامید. مسعود، حکمتیار را از کابل بیرون راند و این امر به توافقنامه پیشاور منجر شد.
پس از اینکه حکمتیار کنترل را از دست داد، علاقه آمریکا به افغانستان کاهش یافت و آنها تمام حمایت‌های خود را قطع کردند و عملیات سایکلون را در همان سال تعطیل کردند. با این حال، درگیری‌های داخلی ادامه یافت و مرحله بعدی، جنگ داخلی دیگری بود که به قدرت‌گیری طالبان در سال ۱۹۹۶ انجامید. پس از آن جنگ داخلی دیگری آغاز شد و ائتلاف شمال به رهبری مسعود جنگی دفاعی علیه طالبان را آغاز کرد.
مسعود در نهایت در ۹ سپتامبر ۲۰۰۱ (۱۸ سنبله ۱۳۸۰) ترور شد، تنها دو روز قبل از حملات ۱۱ سپتامبر که در نهایت به درگیری بیست ساله ناتو منجر شد. عبدالحق نیز یک ماه بعد در ۲۶ اکتبر پس از دستگیری توسط طالبان به همراه نوزده نفر دیگر کشته شد.
در پیامدهای حملات ۱۱ سپتامبر، این موضوع جنجال‌برانگیز شد که بریتانیا در آموزش و مسلح کردن مجاهدین نقش داشته است، افرادی که برخی از فرماندهان ارشد آن‌ها بعدها به طالبان و القاعده پیوستند و به پناه دادن به بن‌لادن کمک کردند. همچنین صدها پرتابگر و موشک «بلوپایپ» در اختیار طالبان یافت شد که برخی از آنها تا سال ۲۰۰۵ نیز کشف می‌شدند.
آمریکا حتی یک عملیات ۱۰ میلیون دلاری به نام «عملیات میاس» برای بازخرید موشک‌های استینگر از مجاهدین راه انداخت، اما این اقدام شکست خورد. با این حال، بیشتر مجاهدین آموزش‌دیده توسط بریتانیا به مسعود وفادار ماندند و به جنگیدن در کنار ائتلاف شمال علیه طالبان ادامه دادند.
بخش عمده تقصیر متوجه آمریکا بود که طی جنگ ۶۰۰ میلیون دلار به گروه حکمتیار (همان گروهی که اسامه بن‌لادن تحت فرمان آن فعالیت می‌کرد) کمک کرده بود. خود حکمتیار گهگاه از القاعده و طالبان حمایت می‌کرد و آمریکا در سال ۲۰۰۳ نام او را در فهرست تروریستی خود قرار داد. او حتی حملاتی علیه نیروهای ناتو سازماندهی می‌کرد.
اگرچه بریتانیا در طول جنگ کمک چندانی به حکمتیار نکرده بود، اما مقامات دولت بریتانیا در دهه ۱۹۸۰ دو بار با او ملاقات کرده بودند که یکی از این ملاقات‌ها با مارگارت تاچر، نخست‌وزیر وقت بود. 
پس از تأسیس «واحد ویژه» (اینکرمِنت) در طول جنگ، سازمان اطلاعات بریتانیا (MI6) در دهه ۱۹۹۰ نیز از این واحد استفاده کرد و نیروهای SAS (گردان ویژه هوابرد) و SBS (گردان ویژه دریایی) تیم‌های کوچکی را در اختیار آن قرار دادند. هماهنگی و واگذاری مأموریت‌ها از طریق چهارمین مشاور وزارت دفاع انجام می‌شد که معمولاً یک افسر SAS با درجه سرهنگ‌دوم بود و با عنوان MODA/SO (مشاور عملیات ویژه وزارت دفاع) در کنار سایر مشاوران وزارت دفاع در دبیرخانه فعالیت می‌کرد. 
جنگ همچنین این مزیت را برای بریتانیا داشت که توانست به مجموعه‌ای گسترده از تجهیزات شوروی دسترسی پیدا کند یا آن‌ها را مطالعه کرده و دانش فنی لازم را به دست آورد. این شامل جدیدترین سری تفنگ‌های AK-74، تانک‌ها و تجهیزات اویونیک در بالگردها بود. این اطلاعات در جنگ اول خلیج فارس بسیار مفید واقع شد، زیرا ارتش عراق عمدتاً از تجهیزات خریداری‌شده شوروی استفاده می‌کرد. بریتانیایی‌ها توانستند این دانش را به متحدان خود منتقل کنند و هر دو طرف از ماهیت تسلیحات و تجهیزات دشمن آگاهی پیدا کردند. 

## میراث
روزنامه‌نگار و نویسنده اسکاتلندی، جان فولرتن، که به عنوان «نیروی قراردادی» برای سازمان اطلاعات مخفی بریتانیا (MI6) فعالیت می‌کرد، در طول جنگ در نقش عامل ارشد در مرز افغانستان و پاکستان خدمت کرد. او از تجربیات خود برای نگارش رمان «جاسوس‌بازی» (Spy Game) استفاده کرد 

## مطالعه بیشتر
- Dorril, Stephen (1993). The silent conspiracy : inside the intelligence services in the 1990s. London: Heinemann. ISBN 0-434-20162-6. OCLC 28375863.
- Qayyum Kahn, Abdul (2021). Understanding Afghanistan : history, politics and the economy. London. ISBN 978-1-000-42646-5. OCLC 1267687242.